# بریستول گوردون انگلند بیپلینز
بریستول گوردون انگلند بیپلینز (به انگلیسی: Bristol Gordon England biplanes) یک هواگرد ساختِ کارخانهٔ بریستول ایروپلین در کشور بریتانیا است. این هواگرد برای نخستین بار در ۱ مه ۱۹۱۲ میلادی مورد استفاده قرار گرفت.